# Талівалдіс Кеніньш
Талівалдіс Кеніньш (нар. 22 квітня 1919 Лієпая — пом. 20 січня 2008Торонто) — канадський композитор. Він був змушений емігрувати з Латвії, коли вона потрапила під радянську окупацію після Другої світової війни, переїхавши до Канади близько 1951 року. CBC Music охарактеризував його як «новаторського канадського композитора» а Канадська енциклопедія назвала його «одним із найбільш записуваних композиторів Канади».

## Біографія
Кеніньш народився в Латвії, його батьки займали чільні посади в латвійському культурному та політичному житті. Його батько, Атіс Кеніньш, був юристом, вихователем, дипломатом, поетом, перекладачем та політиком, який працював державним чиновником, а його мати Анна — журналісткою та письменницею. Пізніше радянський уряд депортував батька Кеніньша. У дитинстві він був відомий як «Талі». Вперше він почав грати на фортеп'яно у віці п'яти років, а перші композиції з'явилися у віці восьми років.
Спочатку Кеніньш вчився на дипломата в Lycee Champollion в Греноблі, але переїхав до Риги між 1940 і 1944 роками, вивчаючи композицію та фортеп'яно у Язепса Вітолса. У часи Другої світової війни, на тлі другої окупації Латвії радянської влади, Кеніньш був змушений емігрувати. Потім він навчався в Паризькій консерваторії у Тоні Обена, Олів'є Мессіана та інших з 1945 по 1951 рік і виграв там першу премію за сонату для віолончелі. Живучи в Парижі, він заробляв на життя концертмейстерством, акомпануючи співакам, грав у театральних постановках та виступав у танцювальних колективах. Він був лавреатом музичних призів Perilhou, Gouy d'Arcy та Halphen. Закінчивши навчання в 1950 році, він отримав лавреата Гран-прі за свій талант композитора. Того ж року він отримав стипендію від Міжнародної музичної ради ЮНЕСКО, що дозволила йому продовжувати аспірантуру протягом року.
Кеніньш одружився з Вальдою Дреймане, яка також мала латвійське походження.
Близько 1951 року на фестивалі нової музики в Дармштадті провів септет під проводом Германа Шерхена; того ж року він переїхав до Канади і був призначений органістом у Латвійській лютеранській церкві Св. Андрія в Торонто. У 1952 році він почав викладати в Університеті Торонто, де викладав 32 роки. Серед його учнів були Томаш Дусатко, Едвард Лауфер, Вальтер Кемп, Брюс Матер, Артур Озоліньш, Імант Рамінш, Джеймс Рольф та Рональд Брюс Сміт.

## Характеристика творчості
Наприкінці 1940-х та 1950-х років артистизм Кеніньша еволюціонував, прагнучи «примирити в собі романтичну натуру та французьку неокласичну освіту».
Канадський музикознавець Пол Рапопорт приписує Кеніньшові введення багатьох європейських ідіом у канадську музику в часи, коли багато її композиторів залишались під значним впливом британських моделей.

## Список творів
Для оркестру
- 8 симфоній, включаючи No 1 (1959), No 4 (1972), No 6 Sinfonia ad Fugam (1978), No 7 (1980), No 8 (1986)
- 12 концертів, включаючи Концерт для альта з оркестром (1998), Концерт для скрипки та оркестру та Концерт для 14 інструментів
- Соната Канццони для альта соло та струнного оркестру (1986)
- Beatae Voces Tenebrae для симфонічного оркестру

Камерна музика
- Соната для віолончелі та фортеп'яно (1950)
- Соната No. 1 для скрипки та фортеп'яно (1955)
- Соната No. 2 для скрипки та фортеп'яно (1979)
- Соната для альта та фортеп'яно (1995)
- Соната для віолончелі соло (1981)
- Адажіо та фуга для альта, віолончелі та органу (1985)
- Елегія та Рондо для альту та фортеп'яно (1979)
- Фантастичні варіації на тему ескімоської колискової для флейти та альту (1967—1972)
- Партита Бреве для альта та фортеп'яно (1971)
- 2 фортеп'янні квартети
- Септет (1951)
- Scherzo Concertante

Для фортеп'яно
- Соната для фортеп'яно No 1 (1961)
- Соната-Фантазія (1981)
- Соната для фортеп'яно No 3 (1985)
- Соната для 2-х фортеп'яно (1988)

Вокальні твори
- 3 кантати
- 1 ораторія